# Jordin Sparks (EP)
Jordin Sparks è un EP della cantante statunitense Jordin Sparks, pubblicato nel 2007.

## Il disco
L'EP è composto da quattro cover e una traccia originale.
Il brano I (Who Have Nothing) è la versione in lingua inglese del brano italiano Uno dei tanti, composto da Carlo Donida, scritto da Mogol e pubblicato da Joe Sentieri nel 1961.
Wishing on a Star è un brano di Rose Royce del 1978.
To Love Somebody è invece un brano dei Bee Gees del 1967. Il quarto brano A Broken Wing è stato pubblicato da Martina McBride nel 1997, mentre l'unico brano inedito è This Is My Now, scritto da Jeff Peabody e Scott Krippayne.

## Tracce
1. I (Who Have Nothing)
2. Wishing on a Star
3. To Love Somebody
4. A Broken Wing
5. This Is My Now